# Nic & the Family
Nic & the Family var en pop/electropopgrupp från Helsingborg i Sverige. De var mest kända för hitsingeln "Hej hej Monika" som kom in på Trackslistan den 29 maj 2004. De hade även en hit med "Hej det är Nic... klick", men de största framgångarna fick de med låten "Hej hej Monika". Denna låt spelades även in i en japansk och en dansk version. Sommaren 2004 åkte bandet på Kalasturnén och i januari 2005 uppträdde Nic & the Family för att rädda Tullakroksfestivalen i Ängelholm. Den sista singeln, "Jag är kärleken", lanserades under 2005.
I juni 2006 fick Schröder frågan om Nic & the Family skulle återförenas, men han svarade då att det inte var aktuellt i och med att han såg bandet som något som "mest [var] på skoj" och att han "inte [tänkte] på det som en karriärsgrej." I juli 2006 beskrevs bandet "ligga på is". Schröder sade i februari 2024 att det fanns lösa planer på att återförena bandet inför 20-årsjubileet av framgångarna med "Hej hej Monika", vilket också skedde under konserten "90-00 fest på kajen" i Helsingborg den 30 augusti 2024.

## Medlemmar
- Nicolaj "Nic" Schröder – sång[2]
- Axel Wihlborg[8] – gitarr och sång[2]
- Putte Rokk (Patrik Lindberg[9]) – sologitarr[2]
- April May (Maja Alderin-Landgren) – keyboard och sång[2]
- Frida Worl (Frida Ekerlund) – bas och sång[2]
- Stellan Motväggen (Magnus Hoff) – trummor och sång[2]

## Diskografi

### Album
- 2004 – Hej hej skiva

### Singlar
- 2004 – "Hej hej Monika"
- 2004 – "Hej det är Nic... klick"
- 2005 – "Jag är kärleken"